# Władysław Łuhowyj
Władysław Mykołajowycz Łuhowyj, ukr. Владислав Миколайович Луговий, ros. Владислав Николаевич Луговой – Władisław Nikołajewicz Ługowoj (ur. 1 sierpnia 1995 w Chersoniu) – ukraiński hokeista, reprezentant Ukrainy.

## Kariera
- HK Krzemieńczuk (2013-2017)
- Platina Kiszyniów (2014/2015)
- Donbas Donieck (2017-2019)
- Dnipro Chersoń (2019-2020)
- HK Mariupol (2020-2021)
- Rulav Odd Charków (2021-2022)
- Altajir Drużkiwka (2022)
- Lehion Kałusz (2022-)

Przez kilka sezonów był zawodnikiem HK Krzemieńczuk. W tym okresie, w sezonie 2014/2015 grał też w barwach mołdawskiego zespołu Platina Kiszyniów, występującego w rosyjskich rozgrywkach juniorskich MHL-B. W połowie 2017 przeszedł z Krzemieńczuka do Donbasu Donieck. Rok potem, latem 2018 przedłużył kontrakt. We wrześniu 2019 został zawodnikiem Dnipro Chersoń w rodzinnym mieście. Tam w sierpniu 2020 prolongował umowę. Ostatecznie przed sezonem 2020/2021 trafił do Mariupola. stamtąd w 2021 przeszedł do Rulav Odd Charków, skąd w styczniu 2022 trafił do Altajira Drużkiwka. Przed sezonem 2022/2023 został zawodnikiem Lehionu Kałusz. 
Uczestniczył w turniejach mistrzostw świata juniorów do lat 18 edycji 2013 (Dywizja IB) oraz mistrzostw świata juniorów do lat 20 edycji 2014, 2015 (Dywizja IB). W barwach seniorskiej reprezentacji uczestniczył w turnieju mistrzostw świata edycji 2019 (Dywizja IB). W późniejszym czasie został reprezentantem seniorskiej kadry Ukrainy.

## Sukcesy
Klubowe
- Srebrny medal mistrzostw Ukrainy: 2015, 2017 z HK Krzemieńczuk
- Brązowy medal mistrzostw Ukrainy: 2016 z HK Krzemieńczuk
- Złoty medal mistrzostw Ukrainy: 2018, 2019 z Donbasem Donieck

Indywidualne
- Mistrzostwa Ukrainy w hokeju na lodzie 2015:
  - Pierwsze miejsce w klasyfikacji strzelców w sezonie zasadniczym: 15 goli[9]
  - Drugie miejsce w klasyfikacji asystentów w sezonie zasadniczym: 11 asyst[10]
  - Pierwsze miejsce w klasyfikacji kanadyjskiej w sezonie zasadniczym: 26 punktów[11]